# 전종철
전종철(全種撤, 1964년~)은 대한민국의 KBS 보도본부의 기자이다.

## 경력
- KBS 공채 20기 입사
- KBS 보도본부 워싱턴 특파원
- KBS 뉴스와 화제 앵커 진행자
- KBS 전종철의 전격시사 진행자 (2024년 1월 1일 ~ 2024년 5월 17일)
- KBS 뉴스레터K 진행자 (2024년 5월 20일 ~ 현재)